# Espuri Carvili (militar)
Espuri Carvili (en llatí Spurius Carvilius) va ser un militar romà del segle ii aC. Formava part de la gens Carvília, una gens romana d'origen plebeu.
El pretor Gneu Sicini el va enviar a Roma el 171 aC en el moment en què el rei Perseu de Macedònia va enviar una ambaixada al senat romà, i quan el senat va ordenar als ambaixadors sortir d'Itàlia en 11 dies, Carvili va rebre l'ordre de vigilar-los i els va escortar fins que van embarcar.